# سلطعون شجرة الأيكة الساحلية
سلطعون أراطوس البيزوني أو سلطعون شجرة الأيكة الساحلية (الاسم العلمي: Aratus pisonii)، هو نوع من سلطعونات الأيكة الساحليةالتي تعيش في أشجار الأيكة الساحلية في الأجزاء الاستوائية وشبه الاستوائية من الأمريكتين، من فلوريدا إلى البرازيل على ساحل المحيط الأطلسي، ومن نيكاراغوا إلى بيرو على ساحل المحيط الهادئ. يتغذى في الغالب على أوراق الأيكة الساحلية، ولكنه أيضًا قارت، ويفضل المواد الحيوانية عندما يكون ذلك ممكنًا. A. pisonii هو النوع الوحيد في جنس أراطوس أحادي الطراز (الجنس سمي على أراطوس). الاسم المحدد pisonii مُهدى إلى عالم الطبيعة الهولندي ويليم بيزو الذي سافر إلى البرازيل عام 1638 مع جورج ماركغريف.